# Daniel Caligiuri
Daniel Caligiuri (Villingen-Schwenningen, 1988. január 15. –) német labdarúgó.

## Pályafutása
Fiatalon a BSV 07 Schwenningen és az SV Zimmern korosztályos csapataiban szerepelt, majd az SC Freiburg akadémiájára került 2005-ben. 2009. november 7-én debütált az SC Freiburg csapatában a VfL Bochum elleni bajnoki mérkőzésen. 2013 és 2017 között a VfL Wolfsburg csapatában lépett pályára és nyert német kupát.
 2017. január 25-én 3 és fél évre aláírt a Schalke 04 csapatához. 2020. június 29-én jelentették be, hogy ingyen csatlakozik az Augsburg csapatához. 2024 februárjában szerződést írt alá az Oberligában szereplő Villingen klubjával. A szezon végén feljutottak a negyedosztályba és megnyerték a tartományi kupát. 2025. február 2-án 37 évesen bejelentette visszavonulását, miután 2024 nyara óta nem talált klubot.

## Család
Olasz apától és német anyától született, testvére Marco Caligiuri  szintén labdarúgó.

## Sikerei, díjai
VfL Wolfsburg
- DFB-Pokal: 2014–15
- DFL-Supercup: 2015

Villingen
- Oberliga Baden-Württemberg: 2023–24
- Dél-Baden-kupa: 2023–24